# Бородин, Евгений Александрович
Евгений Александрович Бородин (род. 6 марта 1987, Москва) — российский хоккеист, защитник, тренер.

## Биография
Воспитанник ЦСКА. Выступал за команды ЦСКА-2 (2003/04 — 2004/05, 2006/07, 2007/08), «Дмитров» (2005/06, 2006/07), «Нефтяник» Лениногорск (2006/07, 2007/08), ЦСКА (2007/08 — 4 матча в Суперлиге), «Химик-2» Воскресенск и «Белгород» (2007/08), «Рысь» (2008/09), «Химик» Воскресенск (2009/10, 2017/18), «Металлург» Жлобин и «Химик»-СКА Новополоцк (обе — чемипонат Беларуси-2011/12), «Титан» Клин (2011/12 — 2013/14), «Зауралье» Курган (2014/15 — 2015/16), «Ижсталь» Ижевск (2015/16), «Саров» (2016/17).
Тренер в московских хоккейных школах «Металлург» (2021—2023), «Крылья Советов» (с 2023).